# نجم أولي
| ولادة النجوم |
| - وسط بين نجمي - غيمة جزيئية - كرة بوك - سديم مظلم - جرم نجمي فتي - نجم أولي - نجم تي الثور - نجم قبل النسق الأساسي - هيربيغ أي/ نجم بي - سديم شمسي |
| أصناف الأجرام الفلكية |
| - جرم هيربج هارو |
| المفاهيم النظرية |
| - دالة الكتلة الأولية - كتلة جينس - آلية كلفن هلمهولتز - فرضية السديم - هجرة الكواكب                                                                |
| هذا الصندوق: اعرض ناقش عدل |

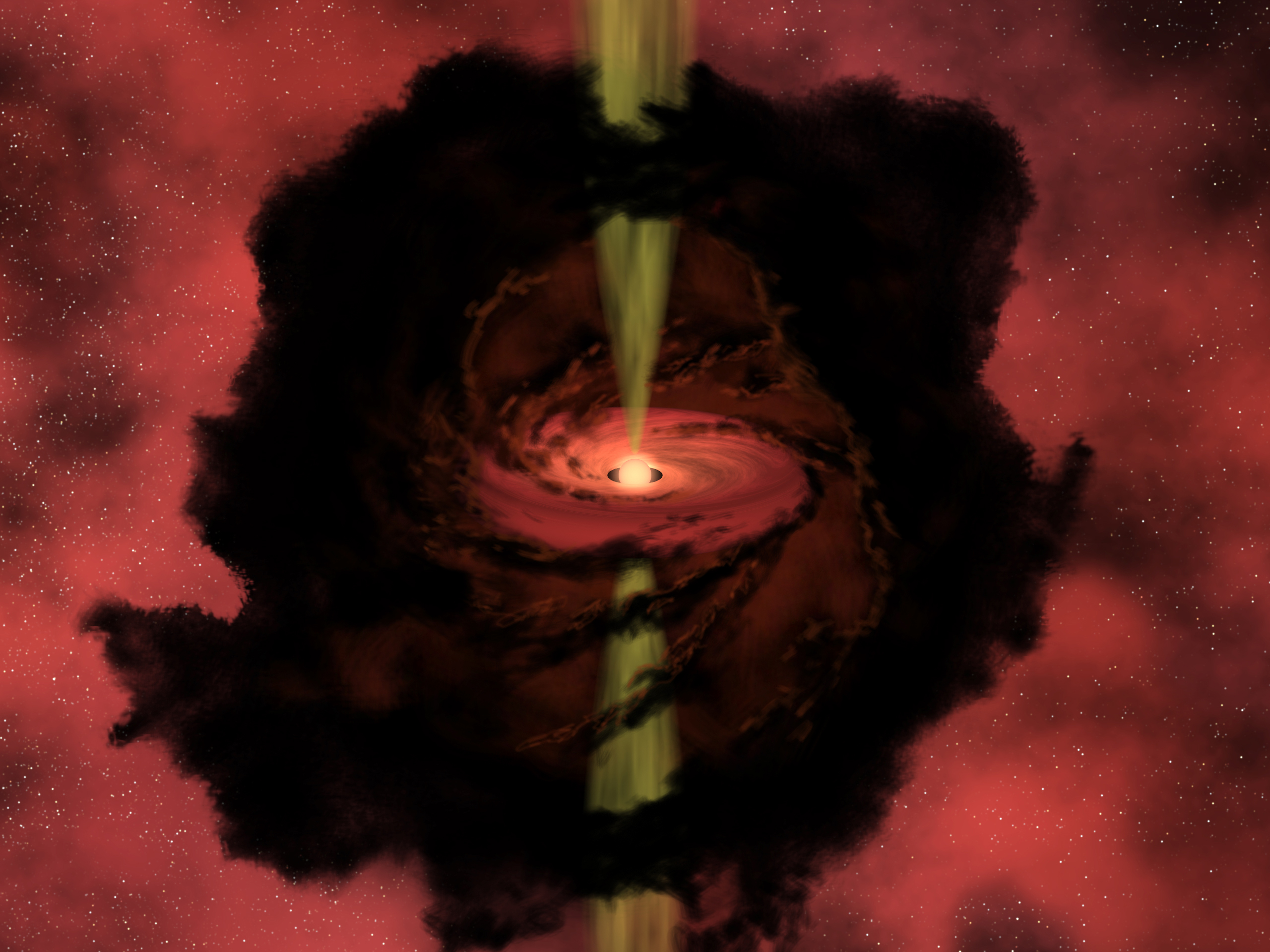
نجم أولي ضمن كرة بوك

النجم الأولي هو كتلة كبيرة تشكلت نتيجة تقلص غاز سحابة جزيئية عملاقة في الوسط بين النجمي. يعدّ طور النجم الأولي مرحلة مبكرة من تشكل النجوم. تستمر هذه المرحلة بالنسبة إلى نجم في نفس كتلة الشمس حوالي 1.000.000 سنة. تبدأ بزيادة الكثافة في نواة السحابة الجزيئية، وتتشكل على نمط يشبه نجم تي الثور . يعدّ نجم تي الثور في مرحلة نجم قبل النسق الأساسي ، بعدها يتطور إلى نجم النسق الأساسي.
كشف الرصد أن السحابة الجزئية العملاقة تكون في حالة توازن، حيث تكون قوة الثقالة في توازن مع الضغط الحراري في السحابة الجزيئية والغبار. فالضغط الحراري الذي يعمل من الداخل إلى الخارج له تأثير كبير في مقاومة التقلص الناشيء عن الجاذبية الذي يعمل من الخارج إلى الداخل في نوى النجوم الأولية - وفي النجوم عموما - وبذلك يتشكل حجم النجم الكروي. فالضغط الحراري يحاول توسيع النجم والجاذبية تحاول تقليصه. في تلك الحالة يمكن يشع النجم الناشيء أشعة تحت الحمراء، وبرصده يمكن التعرف عليه. يلعب الضغط المغناطيسي والاضطراب و الدواران دورا في ذلك. تلك العوامل تعمل على تقليص حجم النجم وزيادة كثافته وارتفاع درجة الحرارة في قلبه. تصنف تلك المرحلة طبقا لتصنيف نجم تي الثور ، حيث يمر نجم نشأ تبلغ كتلته بين 07و0 - 3 كتلة شمسية بتلك المرحلة من عمره. خلال تلك المرحلة يكون النجم النشأ نشطا ويكون ضياؤه شديدا، أشد من ضوء نجوم أكبر منه ولكن أكبر عمرا. ثم يبدأ اندماج الهيدروجين في قلب النجم ويتحول إلى هيليوم عندما تصل درجة حرارة قلب النجم إلى نحو 3 ملايين درجة مئوية. ويعمل ضغط الإشعاع الناتج من اندماج الهيدروجين على معادلة قوة الجاذبية ويستقر حجم النجم. بذلك تتم المرحلة التمهيدية لولادة النجم ويبدأ مرحلة جديدة من عمره طبقا لنجوم النسق الأساسي.

## التشكل
غالبا ما توجد نجوم في مجموعات تعرف باسم عناقيد التي يبدو أنها تشكلت في الوقت نفسه تقريبا. ويمكن تفسير ذلك إذا افترض أن تقلص سحابة غاز كبيرة لم يكن بشكل موحد. في الواقع، وكما أشار لأول من قبل ريتشارد لارسون ، السحب الجزيئية العملاقة التي تتشكل منها نجوم يلاحظ أن سرعات الجريان مضطربة ومتواجدة في جميع المستويات داخل السحابة. هذه السرعات المضطربة لضغط الغاز بسبب الصدمات، والتي تولد بنية شعيرية وملتفة داخل سحابة الجزيئية العملاقة في مجال واسع من حيث الكثافة والحجم. ويشار إلى هذه العملية بالتجزئة المضطربة. وبعض الهياكل المتراكمة تزيد كتلتها عن كتلة جينز فتصبح الجاذبية غير مستقرة، وربما جزء منها يشكل نظام نجمة واحدة أو عدة نجوم.
وأيا كان السبب، فإن السحابة تتجزء إلى مناطق أصغر وأكثر كثافة والتي قد تتكسر مرة أخرى إلى مناطق أصغر حجما وسينتج عن ذلك عناقيد من النجوم الأولية وهذا يتوافق مع المشاهدات الرصدية للعناقيد النجمية.

## التسخين بسبب طاقة الجاذبية
"تعريف" : طاقة الترابط بالجاذبية هي الطاقة اللازمة لتفرقة جميع جزيئات سحابة غازية إلى مالانهاية". ومعنى ذلك أن العملية العكسية وهي تقلص طزيئات سحابة وتجيعها في حيز ضيق يطلق منها حرارة (طاقة حرارية) .
كلما ازداد تقلص السحابة ازدادت درجة حرارتها. وهذه الزيادة الحرارية المبدئية لا تكون ناتجة عن التفاعلات النووية إنما بسبب انضغاط الجزيئات وزيادة تصامها ببعضها البعض، ويشتد هذا الضغط وبالتالي ترتفع درجة الحررة خصوصا في قلب النجم الناشيء. فكل جزيء تتناقص مسافته عن مركز الجزء المتقلص سينتج عنه انخفاض في طاقة الجاذبية. ولتبقى مجموع الطاقة ثابتا حسب قانون انحفاظ الطاقة فإن تناقص طاقة الجاذبية سيقابله ازدياد في الطاقة الحركية للجزيئات، والذي سيؤدي إلى زيادة حرارة السحابة، وكلما ازداد تقلص السحابة ازدادت درجة الحرارة.
يؤدي التصادم بين الجزيئات إلى تركهم في حالة متهيجة التي ممكن أن تؤدي إلى إصدارهم لإشعاعات. فالتصادم بين الجزيئات يثيرها، وإذا كانت الاصتدامات عنيفة فيمكن أن تصدر منها أشعة ضوئية وأشعة كهرومغناطيسية . وأهم ما يميز الإشعاع هو تردده الذي هو معتمد على طاقة الشعاع. فعند درجة حرارة (10-20 كلفن) فإن الإشعاعات الصادرة تكون على شكل أشعة صغرية وأشعة تحت الحمراء تتسرب إلى الفضاء مانعة الزيادة السريعة لدرجة الحرارة.
كلما ازداد التقلص تزداد كثافة الجزيئات وفي النهاية سيصبح من الصعب إصدار الإشعاعات إلى الفضاء.
في الحقيقة تصبح السحابة عاتمة للأشعة تحت الحمراء مما يجعل من الصعب بالنسبة لنا أن نلاحظ مباشرة ما يحدث. ويجب أن ننظر للإشعاعات ذات الطول الموجي الكبير مثل الأشعة الراديوية والأشعة تحت الحمراء ، فهي تستطيع الإفلات من أكثف الغيوم. لهذا تستخدم تلسكوبات ترى الأشعة تحت الحمراء، وكذلك مراصد الأشعة الراديوية لدراسة نشأة النجوم. وبالإضافة إلى ذلك، استخدام النظريات ونماذج المحاكاة بالكمبيوتر التي تكون ضرورية لفهم هذه المرحلة من عمر النجم.

## تصنيف النجوم الأولية
| صنف | قمة الإشعاع             | مدتها (بالسنين) | وصفه                           |
| 0   | طول موجة أقل من مليمتر  | 104             | تقلص ابتدائي                   |
| I   | أشعة تحت الحمراء البعيد | 105             | مرحلة التقلص                   |
| II  | أشعة تحت الحمراء القريب | 106             | نجم تي الثور معتاد             |
| III | ضوء مرئي                | 107             | خطوط ضعيفة لطيف "نجم تي الثور" |

## اكتشاف نجوم أولية
قامت مجموعة من العلماء "فيليب أندربيه" و "ديريك تومسون" و "ماري بارسوني" بنشر بحث في المجلة العلمية "نيو ساينس" في 20 فبراير 1993 . يسردون فيه عن رصد قاموا باجرائه بالاستعانة بتلسكوب جيمس كليرك ماكسويل " (يقيس الأشعة الراديوية) وعثروا على نجم ناشيء أسموه VLA 1623 . ويقدر العلماء عمر النجم بنحو 10.000 سنة.

كماعلنت الوكالة الأوروبية لأبحاث الفضاء (إيسو) في 10 يوليو 2013 أنها عثرت بواسطة أرصاد أجريت ب مصفوف مرصد أتاكاما المليمتري الكبير ALMA الموجود في شيلي على أكبر نجم أولي يرصد في مجرة درب التبانة . تبلغ كتلة النجم الأولي الذي عثر عليه نحو 500 كتلة شمسية . لا يزال النجم يكبر ولم يعطوه اسما حتى الآن، وهو يبعد عنا نحو 11.000 سنة ضوئية ، وهو يوجد في سحابة مظلمة تسمى " Spitzer Dark Cloud 335.579-0.292".